# Marius (jirafa)

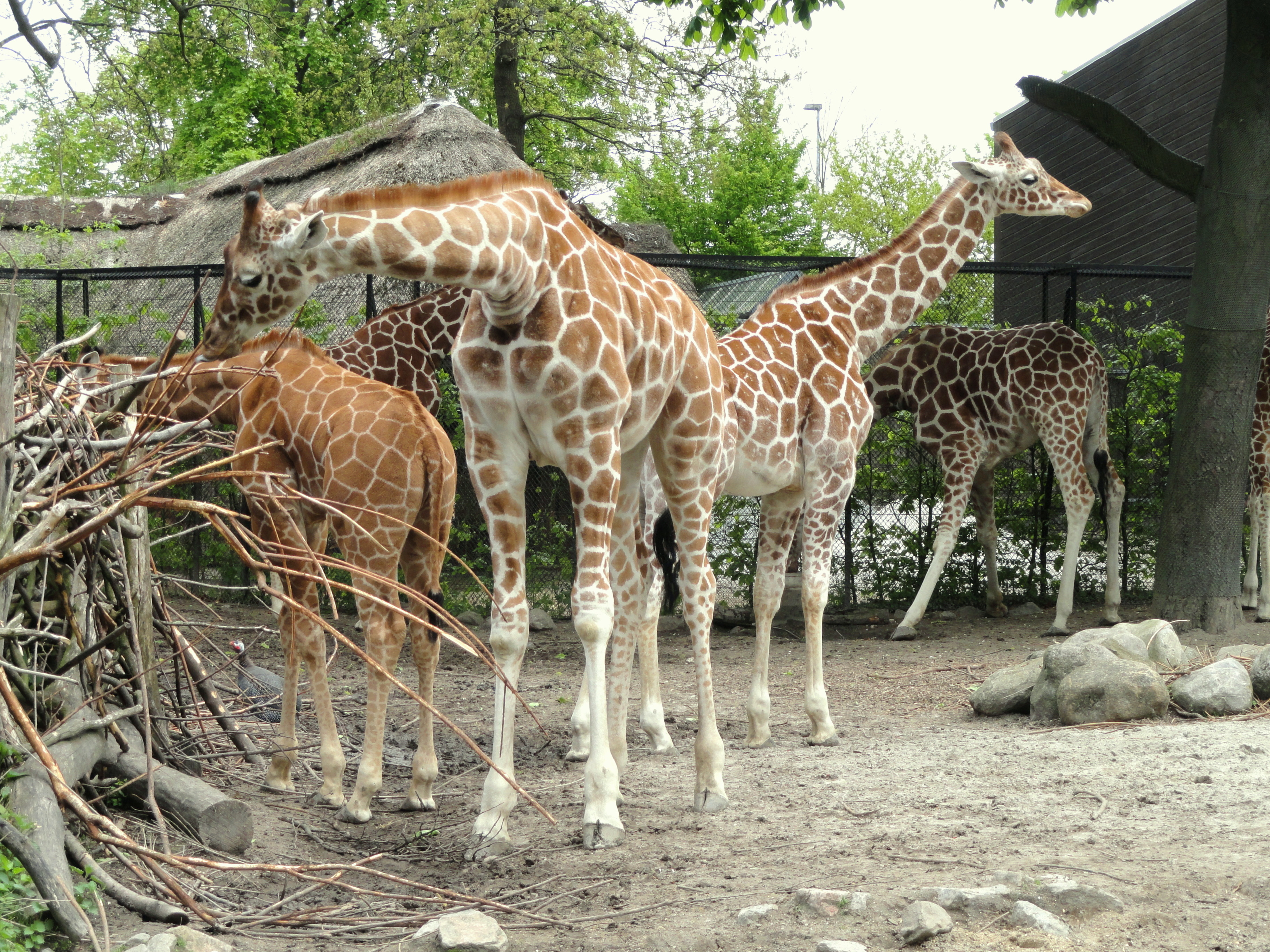
Jirafas en el zoológico de Copenhague.

Marius (2012 - 9 de febrero de 2014) fue una joven jirafa macho que vivió en el zoológico de Copenhague. Aunque sana, era considerada genéticamente no apta para su reproducción en el futuro por lo que las autoridades del zoológico decidieron eliminarlo. A pesar de varias ofertas de otros zoos para adoptar a Marius, y una petición en línea para salvarlo, fue condenado a muerte el 9 de febrero de 2014. Su cuerpo fue diseccionado en público con fines educativos y con sus partes alimentaron posteriormente a otros animales del zoológico, reservando otras para el estudio científico de la especie. El evento recibió cobertura de los medios en todo el mundo y respuestas negativas de varias organizaciones y particulares, así como amenazas de muerte contra el personal del zoológico.
Desde que comenzaron los registros a inicios del siglo XX, cinco jirafas han sido sacrificadas por razones de "gestión de conservación" similares. Se trata de la población criada en cautividad en Europa, que en 2014 se situaba en 798 jirafas. Desde 2012, otros dos machos jóvenes de jirafa en el Programa Europeo de Especies en Peligro (EEP) han sido sacrificados.

## Vida
La jirafa nació en 2012 en el Zoológico de Copenhague, donde vivió toda su corta vida. "Marius" era un nombre informal utilizado por los guardianes. Poco después de su nacimiento, el zoológico de Copenhague informó al coordinador del Programa Europeo de Especies Amenazadas (EEP) para las jirafas que, de acuerdo con la Federación Holandesa de Zoológicos, junto con su comité trataron de encontrar un lugar adecuado para Marius, pero no lo lograron.
La mayoría de los medios de comunicación informaron que Marius tenía 18 meses de edad. Bengt Holst, director científico del zoológico, corrigió esto, diciendo que Marius tenía dos años.

## Sacrificio
En una entrevista con la BBC, un portavoz de la Asociación Europea de Zoos y Acuarios (EAZA) dijo que Marius no podía considerarse como un innato, en contra de algunos informes anteriores. También dijo que Marius tenía hermanos con genes similares que ya estaban en el programa de mejoramiento de la organización, lo que significaba que Marius no podía agregar algo al programa. Añadió que se consideraron alternativas de solución, pero no las encontraron viables. A medida que el zoológico fue incapaz de encontrar un lugar adecuado para Marius, consideraron la esterilización perjudicial para la calidad de vida de los animales y no querían enviarlo a otro zoo EEP donde ocuparía un "espacio para jirafas más valiosas genéticamente".
Siguiendo las recomendaciones de la EAZA el zoológico decidió sacrificar a Marius. El parque zoológico de Copenhague, explicó en un comunicado que:

Como los genes de esta jirafa están bien representados en el programa de cría y ya que no había espacio para él en la manada de jirafas del zoológico, el Programa Europeo de Cría de jirafas acordó que el zoológico de Copenhague realizara la eutanasia a la jirafa.

El 9 de febrero de 2014 Marius fue sacrificado. El zoológico anunció que iba a ser anestesiado antes de ser sacrificado con una pistola de perno. Sin embargo, el veterinario dijo que usó un rifle en la ejecución, presuntamente un Winchester.